# Танасоаја (Вранча)
Танасоаја (рум. Tănăsoaia) насеље је у Румунији у округу Вранча у општини Танасоаја. Oпштина се налази на надморској висини од 206 m.

## Становништво
Према подацима из 2002. године у насељу је живело 2337 становника, од којих су сви румунске националности.

### Хронологија
| Година       | 1992 | 1993 | 1994 | 1995 | 1996 | 1997 | 1998 | 1999 | 2000 | 2001 | 2002 | 2003 | 2004 | 2005 | 2006 | 2007 | 2008 | 2009 | 2010 | 2011 | 2012 | 2013 | 2014 | 2015 | 2016 | 2017 |
| ------------ | ---- | ---- | ---- | ---- | ---- | ---- | ---- | ---- | ---- | ---- | ---- | ---- | ---- | ---- | ---- | ---- | ---- | ---- | ---- | ---- | ---- | ---- | ---- | ---- | ---- | ---- |
| Становништво | 2680 | 2630 | 2618 | 2572 | 2591 | 2532 | 2499 | 2459 | 2447 | 2460 | 2450 | 2419 | 2394 | 2392 | 2371 | 2342 | 2345 | 2327 | 2305 | 2289 | 2261 | 2224 | 2220 | 2181 | 2146 | 2134 |